# Mangora distincta
Mangora distincta är en spindelart som beskrevs av Arthur M. Chickering 1963. Mangora distincta ingår i släktet Mangora och familjen hjulspindlar. Inga underarter finns listade i Catalogue of Life.